# Дуални простор
Дуални простор (V*) векторског простора V је простор линеарних функционала на V у ознаци {\displaystyle V^{*}={\hat {L}}(V,\mathbb {F} )}. Другим речима, дуални простор је линеал свих линеарних функционала, тј. линеал оператора који векторе из V пресликава у скаларе из поља F.
Дуални простор се преко појма полилинеарних функционала може искористи за увођење и дефиницију тензора.

## Особине дуалних простора
Дуални простор као векторски простор је дефинисан са две операције, сабирањем и скаларним множењем.
{\displaystyle {\begin{aligned}&(\varphi +\psi )(x)=\varphi (x)+\psi (x)\\&(a\varphi )(x)=a\left(\varphi (x)\right)\end{aligned}}}
Димензије простора V и V* су једнаке, а оба простора су и простори над истим пољем. Како су сви коначнодимензионални векторски простори исте димензије над истим пољем међусобно изоморфни, важи и {\displaystyle V\cong V^{*}}. Међутим, не постоји неки унапред одређени природни изоморфизам између та два простора. Веза између векторских простора V и V* је дуализам, дефинисан Риж-Фришеовим теоремом. Дуализам између V и V* је антизоморфизам (антилинеарна бијекција) када је F поље комплексних бројева, а изоморфизам када је дато поље реалних бројева.
Дуални простор V** дуалног простора V* је простор V. Уопштавањм ланца дуалних простора, парни степени дуалних простора у ланцу се могу идентификовати са V, а непарни са V*. Последица ове особине дуалних простора је да векторски простори V и V* формирају сва линеарна пресликавања у поље F тензорских простора.
Дуални простор је могуће разматрати и независно од простора V тако да се не узима у обзир чињеница да су његови вектори функционали простора V. Потребно је изабрати базис у простору V* и сваком вектору придружити колону по општем поступку репрезентовања n-димензионалног вектора колоном {\displaystyle \mathbb {F} ^{n}}.